# Springstaarten
De springstaarten (Collembola, Latijn voor kleefbuis) vormen een klasse van zespotigen die 8700 beschreven soorten telt.
Alle soorten springstaarten, net als alle soorten protura en diplura, hebben monddelen die in een buidel binnen de kop liggen. De drie genoemde klassen werden daarom tot voor kort beschouwd als één groep, namelijk die van de entognatha. Uit recent onderzoek van hun mitochondriaal DNA, blijken de springstaarten evolutionair echter niet nauwer verwant aan de twee andere genoemde klassen dan aan de insecten. En nog meer dan aan de insecten, lijken de springstaarten verwant aan de schaaldieren (Crustacea).

## Kenmerken
De springstaart wordt gekenmerkt door monddelen die in de kop liggen, een buisvormig orgaan - de collofoor - onder het abdomen (waar ze hun wetenschappelijke naam aan ontlenen) en (bijna altijd) een gevorkte staart (furcula) waaraan ze hun Nederlandse naam ontlenen. Met behulp van deze staart kunnen ze bij gevaar wegspringen. De meeste Collembola zijn minder dan 6 mm lang, veel soorten worden slechts enkele millimeters. Antennen zijn altijd aanwezig; cerci nimmer.
Collembola leven meestal in de bovenste lagen van de bodem (strooisellaag) en voeden zich met rottend organisch materiaal en schimmels. Ze kunnen daar in enorme aantallen voorkomen - honderden of duizenden per vierkante meter in de meeste Nederlandse tuinen.

## Verzamelmethoden
Springstaarten kunnen het gemakkelijkst worden gevangen met behulp van een berlesetrechter, een trechtervormige verzamelbak met een opening aan de onderkant, afgesloten door een stuk grof gaas. In de trechter wordt een hoeveelheid bodemstrooisel gedaan, waarna men de trechter op een bakje conserveringsvloeistof (alcohol) zet en van bovenaf onder een lamp laat drogen. De aanwezige strooiselorganismen vluchten voor het licht en de uitdroging naar onderen tot ze uiteindelijk in de verzamelbak vallen en kunnen worden geoogst.

## Kweek
Springstaarten zijn vrij gemakkelijk te kweken; op het web zijn vele recepten te vinden. Ze worden wel door terrariumhouders gekweekt als voer voor kleine terrariumdieren, of om schimmels uit te roeien.

## Belang voor de mens
Springstaarten maken deel uit van de bodemfauna die bladafval helpt verwerken tot compost.

Een Nederlandse specialist op het gebied van springstaarten is Matty Berg, universitair docent ecologie van levensgemeenschappen aan de Vrije Universiteit in Amsterdam.

## Taxonomie
- Orde Poduromorpha - Börner, 1913, sensu D'Haese CA, 2002:1148
  - Superfamilie Neanuroidea - Massoud Z, 1967:58, sensu D'Haese CA, 2002:1148
    - Familie Neanuridae - Börner, 1901, sensu Deharveng L, 2004:424
      - Onderfamilie Caputanurininae - Lee, 1983
      - Onderfamilie Frieseinae - Massoud, 1967
      - Onderfamilie Morulininae - Börner, 1906
      - Onderfamilie Neanurinae - Börner C, 1901:33, sensu Cassagnau, 1989
      - Onderfamilie Pseudachorutinae - Börner, 1906
      - Onderfamilie Uchidanurinae - Salmon, 1964

    - Familie Brachystomellidae - Stach, 1949 
    - Familie Odontellidae - Massoud, 1967 

  - Superfamilie Poduroidea - sensu Palacios-Vargas, 1994:409
    - Familie Poduridae - Latreille, 1804, i.s.

  - Superfamilie Hypogastruroidea - Salmon JT, 1964:103, sensu Deharveng L, 2004:427
    - Familie Hypogastruridae - Börner, 1906 
    - Familie Pachytullbergiidae - Stach, 1954
    - Familie Paleotullbergiidae - Deharveng L, 2004:427

  - Superfamilie Gulgastruroidea
    - Familie Gulgastruridae - Lee B-H & Thibaud J-M, 1998:453

  - Superfamilie Onychiuroidea - sensu D'Haese CA, 2002:1148,1149
    - Familie Onychiuridae - Lubbock, 1867
      - Onderfamilie Onychiurinae - Börner, 1901
      - Onderfamilie Tetrodontophorinae - Stach, 1954
      - Onderfamilie Lophognathellinae - Stach, 1954

    - Familie Tullbergiidae - Bagnall RS, 1935:238

  - Superfamilie Isotogastruroidea
    - Familie Isotogastruridae - Thibaud J-M & Najt J, 1992, i.s.
- Orde Entomobryomorpha - Börner, 1913, sensu Soto-Adames FN et al., 2008:501
  - Superfamilie Tomoceroidea - Szeptycki A, 1979:112
    - Familie Oncopoduridae - Carl J & Lebedinsky J, 1905:565
    - Familie Tomoceridae - Schäffer, 1896

  - Superfamilie Isotomoidea - Szeptycki, 1979:112, sensu Soto-Adames FN et al., 2008:504
    - Familie Isotomidae - Schäffer, 1896 
      - Onderfamilie Anurophorinae - Börner C, 1901:42
      - Onderfamilie Proisotominae - Stach, 1947
      - Onderfamilie Isotominae - Schäffer, 1896
      - Onderfamilie Pachyotominae - Potapov MB, 2001:18

    - Familie Actaletidae - Börner, 1902, sensu Soto-Adames FN et al., 2008:506
    - Familie Protentomobryidae - Folsom, 1937

  - Superfamilie Entomobryoidea - Womersley, 1934, sensu Soto-Adames FN et al., 2008:502
    - Familie Microfalculidae - Massoud & Betsch, 1966
    - Familie Praentomobryidae - Christiansen, KA et Nascimbene, P, 2006:354
    - Familie Entomobryidae - Schäffer, 1896
      - Onderfamilie Capbryinae - Soto-Adames FN, Barra J-A, Christiansen K & Jordana R, 2008:508
      - Onderfamilie Orchesellinae - Börner C, 1906:162, sensu Szeptycki A, 1979:115
      - Onderfamilie Entomobryinae - Schäffer, 1896, sensu Szeptycki A, 1979:115
      - Onderfamilie Lepidocyrtinae - Wahlgren E, 1906:67, sensu Szeptycki A, 1979:115
      - Onderfamilie Seirinae - Yosii R, 1961, sensu Szeptycki A, 1979:115
      - Onderfamilie Willowsiinae - Yoshii R & Suhardjono YR, 1989:35, sensu Janssens F, 2008

    - Familie Paronellidae - Börner, 1913, sensu Soto-Adames FN et al., 2008:507 
      - Onderfamilie Paronellinae - Börner, 1913, sensu Soto-Adames FN et al., 2008:507 
      - Onderfamilie Cyphoderinae - Börner, 1913, sensu Soto-Adames FN et al., 2008:507 

    - Familie Oncobryidae - Christiansen, KA et Pike, E, 2002:167,-

  - Superfamilie Coenaletoidea - Soto-Adames FN et al., 2008:506
    - Familie Coenaletidae - Bellinger, 1985:117
- Orde Neelipleona - Massoud Z, 1971:198
  -     - Familie Neelidae - Folsom JW, 1896:391
- Orde Symphypleona - Börner, 1901, sensu Massoud, 1971
  - Superfamilie Sminthuridoidea - sensu Fjellberg A, 1989:133
    - Familie Mackenziellidae - Yosii, 1961
    - Familie Sminthurididae - Börner, 1906, sensu Betsch J-M & Massoud Z, 1970:199

  - Superfamilie Katiannoidea - Bretfeld, 1994
    - Familie Katiannidae - Börner, 1913, sensu Bretfeld G, 1999:13 
    - Familie Spinothecidae - Delamare Deboutteville, 1961, sensu Bretfeld, 1994 
    - Familie Arrhopalitidae - Stach, 1956, sensu Bretfeld G, 1999:13 
    - Familie Collophoridae - Bretfeld G, 1999:13

  - Superfamilie Sturmioidea - Bretfeld, 1994
    - Familie Sturmiidae - Bretfeld, 1994

  - Superfamilie Sminthuroidea - Bretfeld, 1994
    - Familie Sminthuridae - Lubbock, 1862, sensu Deharveng, L, 2004:427
      - Onderfamilie Sminthurinae - Lubbock, 1862, sensu Deharveng, L, 2004:427
      - Onderfamilie Sphyrothecinae - Betsch J-M, 1980:149

    - Familie Bourletiellidae - Börner, 1912, sensu Bretfeld, 1994

  - Superfamilie Dicyrtomoidea - Bretfeld, 1994
    - Familie Dicyrtomidae - Börner, 1906, sensu Deharveng, L, 2004:427
      - Onderfamilie Ptenothricinae - Richards, 1968
      - Onderfamilie Dicyrtominae - Richards, 1968

## Aanbevolen prepareertechnieken
Aanbevolen conserveringsmethode: bewaren in alcohol, of microscopisch preparaat (zie hiervoor insecten prepareren).